# خاک درشت‌دانه
خاک‌ها بر اساس اندازهٔ قطر ذراتشان طبقه‌بندی می‌شوند و به دو دستهٔ درشت‌دانه و ریزدانه تقسیم می‌شوند. خاک‌هائی که اندازهٔ قطر ذراتشان بزرگ‌تر از ۰٫۰۷۵ میلی‌متر باشد، خاک‌های درشت‌دانه هستند. شن و ماسه در طبقه‌بندی خاک در گروه درشت‌دانه قرار می‌گیرند.

## منبع
Das, Braja M. (۱۹۴۱)، Principles of geotechnical engineering, 5th. ed, 2002.، شابک ۹۶۴-۶۹۰۴-۶۱-۰